# Naleraq
Naleraq en français : « Parti du point d'orientation » est un parti politique groenlandais indépendantiste.

## Idéologie
Le parti est favorable à une déclaration d'indépendance du Groenland en 2021, à l'occasion du 300e anniversaire de la colonisation danoise,.

## Histoire
En janvier 2014, Hans Enoksen, annonce la formation d'un nouveau parti politique, Partii Naleraq, après avoir quitté le Siumut. Lors des élections de novembre 2014, le parti remporte trois sièges, occupés par Enoksen, Per Rosing-Petersen (un autre ancien membre du Siumut) et Anthon Frederiksen (un ancien de l'Association des candidats).
En octobre 2016, le parti rejoint le gouvernement de coalition dirigé par Kim Kielsen, dans lequel Enoksen est ministre de la Pêche et de la Chasse puis, en avril 2017, de l'Industrie, du Travail, du Commerce et de l'Énergie. Il le quitte le 5 octobre 2018 en raison d'un désaccord avec le Premier ministre au sujet du financement des aéroports.
Le 15 février 2021, le parti change son nom en Naleraq, ainsi que son logo.
À la suite des élections du 6 avril 2021, le parti obtient quatre sièges au Parlement groenlandais et forme avec Inuit Ataqatigiit un gouvernement de coalition dirigé par Múte Egede. Ce dernier annonce le remplacement de Naleraq au sein de sa coalition par Siumut en avril 2022.
Début janvier 2025, Donald Trump Jr. s'est rendu dans le pays pour s'entretenir avec des représentants du parti Naleraq,, qui était le seul parti à prôner une indépendance rapide du Danemark et un rapprochement avec les États-Unis. En février, le parti obtient le premier élu de son histoire au Folketing, le parlement danois, quand la députée Aki-Matilda Høegh-Dam, élue sous les couleurs de Siumut, annonce son ralliement au mouvement. Lors des élections législatives du 11 mars, le parti double son nombre de sièges et arrive en deuxième place du scrutin, le meilleur résultat de son histoire. À l'issue du scrutin, Naleraq devient le seul parti d'opposition au gouvernement de Jens Frederik Nielsen.

## Résultats électoraux

### Parlement du Groenland
| Année | Voix  | %     | Rang | Sièges |
| ----- | ----- | ----- | ---- | ------ |
| 2014  | 3 423 | 11,73 | 4e   | 3 / 31 |
| 2018  | 3 931 | 13,55 | 4e   | 4 / 31 |
| 2021  | 3 249 | 12,27 | 3e   | 4 / 31 |
| 2025  | 7 009 | 24,77 | 2e   | 8 / 31 |

### Folketing
| Année | Voix  | %    | Rang | Sièges |
| ----- | ----- | ---- | ---- | ------ |
| 2015  | 962   | 4,8  | 5e   | 0 / 2  |
| 2019  | 1 565 | 7,6  | 5e   | 0 / 2  |
| 2022  | 2 416 | 12,5 | 4e   | 0 / 2  |